# Cantellius septimus
Cantellius septimus är en kräftdjursart som först beskrevs av Darwin 1854.  Cantellius septimus ingår i släktet Cantellius och familjen Pyrgomatidae. Inga underarter finns listade i Catalogue of Life.